# Lionello Colicigno
Lionello Colicigno (Rocca di Papa, 1909 – Potenza, 1986) è stato un pianista, compositore e direttore d'orchestra italiano.
Si diplomò in composizione e pianoforte presso il liceo musicale "Gioacchino Rossini" di Pesaro, sotto la guida dei grandi e famosi Maestri Amilcare Zanella e Riccardo Zandonai, con il quale si era diplomato in direzione d'orchestra.
Si trasferì a Potenza nel 1935/1936, dopo esserci passato per dirigere Il barbiere di Siviglia (Rossini) con la compagnia del noto baritono Riccardo Stracciari, presso il teatro comunale "Francesco Stabile".
Da quel momento iniziò le sue lezioni pianistiche che hanno formato un gran numero di alunni,
Lionello Colicigno è stato anche un ottimo pianista e direttore di orchestra. Ha suonato in formazioni cameristiche con i suoi fratelli Clodoveo e Nicola.
La sua scomparsa è avvenuta a Potenza nel 1986.